# フアン・ベラスコ
フアン・ベラスコ・ダマス（Juan Velasco Damas、1977年5月17日 - ）は、スペイン・アンダルシア州ドス・エルマーナス出身の元サッカー選手、元サッカー指導者。元スペイン代表。ポジションはDF。
イングランドやギリシャのクラブを含めて7つのクラブに所属した。リーガ・エスパニョーラでは213試合に出場したが、1得点しか決めていない。

## 経歴

### クラブ
セビージャ県のドス・エルマーナスに生まれ、地元のビッグクラブであるセビージャFCの下部組織で育った。1997年3月5日のラーヨ・バジェカーノ戦(0-2)でトップチームデビューし、1996-97シーズンは13試合に出場したが、セグンダ・ディビシオン（2部）降格の悲劇を味わった。1997-98シーズンと1998-99シーズンで計80試合近い公式戦に出場し、1998-99シーズン終了後にプリメーラ・ディビシオン（1部）復帰を決めた。1999年夏にはセルタ・デ・ビーゴに移籍し、キャリアの最盛期を迎えた。2002-03シーズンには31試合に出場してクラブ初のUEFAチャンピオンズリーグ出場権獲得に貢献し、2003-04シーズンには同大会に出場したが、選手層の薄さからリーグ戦では苦戦し、セグンダ・ディビシオン降格となった。
2004年夏には移籍金400万ユーロでアトレティコ・マドリードに移籍したが、フランシスコ・モリネーロの台頭で2005-06シーズンはレギュラーから控えに降格し、2006年夏にはRCDエスパニョールに移籍。2007年夏にRCDエスパニョールを退団してから半年間は無所属の期間が続いたが、2008年1月からイングランド・FLチャンピオンシップ（2部）のノリッジ・シティFCのトライアルを受け、2月18日に3ヶ月間の契約を結んだ。2007-08シーズン終了後にはギリシャ・スーパーリーグに昇格したばかりのパントラキコスFCに移籍し、そこで1シーズン半過ごした。2010年1月にはAEL 1964に移籍した。

### 代表
2000年1月26日、ポーランドとの親善試合(3-0)でスペイン代表デビューした。同年夏にはUEFA欧州選手権2000に出場するメンバーに選ばれたが、1試合も出場機会はなかった。

## タイトル

### クラブ
セルタ・デ・ビーゴ
- UEFAインタートトカップ : 1回 (2000)